# Seconde guerre froide
Cet article concerne une phase de la Guerre froide (1975-1985) au XXe siècle. Pour le début du XXIe siècle, voir Nouvelle guerre froide.
Les termes de seconde guerre froide ou de nouvelle guerre froide sont employés à partir de la fin des années 1970 pour désigner une période de retour à la guerre froide (1975-1985) qui rompt avec la détente (1962-1975). Ils sont de nouveau employés après la fin de la Guerre froide proprement dite (1947-1991), avec une signification différente, pour désigner les tensions qui opposent la Russie ou la Chine et les États-Unis au début du XXIe siècle.

## Un retour à la guerre froide
Les termes de seconde guerre froide apparaissent au tournant des années 1980. « La coexistence pacifique et la détente mettent en sommeil les activités du Mouvement de la paix et de ses innombrables structures, écrit Lilly Marcou dans Le Monde diplomatique en décembre 1984. Ce n’est qu’avec le début de la seconde guerre froide, l’escalade de la course aux armements et la détérioration des rapports Est-Ouest que la vague néopacifiste démarre, entraînant avec elle un certain renouveau des activités du Mouvement de la paix.»
La seconde guerre froide succède à la Détente, après une première guerre froide.
- Une première guerre froide de 1947 à 1953 : les doctrines Truman et Jdanov, la première crise de Berlin et la partition de l'Allemagne, la guerre de Corée.
- Des tentatives de coexistence entre les blocs de 1953 à 1975 : la « coexistence pacifique » et la Détente, deux périodes séparées par la seconde crise de Berlin (1958-1961) et la crise des missiles de Cuba (1962), deux crises graves, certes, mais qui contribuent à figer le rapport de force et facilitent de la sorte l'entrée dans la Détente.
- Une seconde guerre froide de 1975 à 1985 suivie d'une nouvelle détente laquelle se termine par la chute de l'URSS et la fin de la guerre froide. « La fin de la seconde guerre froide, écrit Robert Frank, a lieu avant la fin du conflit Est-Ouest. [...] Il s'ensuit une nouvelle détente dans les relations internationales[2]. »

La seconde guerre froide se caractérise à la fois par une poussée soviétique et par un durcissement de la politique extérieure américaine.
- Une poussée soviétique (ou un raidissement dans le cas polonais) : l'intervention cubaine en Angola en 1975, le déploiement des missiles soviétiques SS-20 en Europe à partir de 1977, l'intervention soviétique en Afghanistan en 1979, la victoire des sandinistes au Nicaragua la même année 1979, la proclamation de l’état de siège en Pologne en 1981.
- Un durcissement de la politique extérieure américaine, antérieur à l'entrée en fonction du président Ronald Reagan, même si celui-ci adopte une attitude plus ferme à l'encontre de « l'empire du mal ». Le déploiement des missiles Pershing II date de 1983, mais la décision initiale, la « double décision », remonte à 1979. Le boycott des Jeux olympiques d’été de Moscou par les États-Unis, en 1980, date lui aussi de la présidence de Jimmy Carter. En 1984, l'URSS boycotte à son tour les Jeux olympiques d’été de Los Angeles et fait organiser dans une dizaine de capitales d'autres pays socialistes participant à ce boycott, des contre-jeux au cours desquelles les performances soviétiques et est-allemandes dévalorisent quelque peu les prouesses américaines.

## Des bornes chronologiques variables
La seconde guerre froide reçoit des bornes chronologiques variables.
- L'année 1975 est celle de la signature de l'acte final de la conférence sur la sécurité et la coopération en Europe (conférence d'Helsinki), apogée de la détente en Europe, mais c'est aussi celle de la chute de Phnom Penh et Saïgon et celle des indépendances de l'Angola et du Mozambique.
- On peut aussi fixer le début de la seconde guerre froide à l'année 1979, date de la intervention soviétique en Afghanistan, ou à l'année 1981, date de l'entrée en fonction du président Ronald Reagan, lequel présente l’Union soviétique comme l’« Empire du mal » (1983). Mais on sait depuis 1998 que l'administration Carter avait mis en place opération secrète le  programme afghan le 3 juillet 1979, aux dires même d'un de ses initiateurs, Zbigniew Brzeziński, pour pousser les Soviétiques à l'intervention (en fait à une réponse favorable aux demandes répétées du gouvernement afghan depuis le printemps 1979).
- L'année 1985 est celle de la mort de Konstantin Tchernenko et de l'arrivée au pouvoir de Mikhaïl Gorbatchev, celle du sommet Reagan-Gorbatchev de Genève, lequel inaugure une série de rencontres au sommet : elle marque le début d'une nouvelle Détente. Mais jusqu'à l'automne 1987, le processus est laborieux et les moments de détente alternent avec des moments de tension, notamment entre avril 1986 et le premier semestre 1987. Les deux premiers sommets se déroulent hors des deux capitales, à Genève en novembre 1985 et à Reykjavik en octobre 1986. Gorbatchev ne veut pas se déplacer à Washington (la dernière rencontre au sommet dans l'une des deux capitales avait eu lieu à Moscou en juin 1974) sans avoir la preuve que Ronald Reagan est revenu de ses diatribes et de ses insultes contre l'« Empire du Mal », et qu'il ne soit disposé à conclure un accord.

Par ailleurs, le bombardement de Tripoli le 14 avril 1986 est suivi de l'ajournement par Moscou d'un déplacement de son ministre des affaires étrangères Edouard Chevardnadze à Washington. L'arrestation en septembre 1986 d'un savant soviétique Zakharov aux États-Unis par le FBI pour espionnage est suivie de celle d'un journaliste américain Danilov par le KGB. L'affaire va empoisonner jusqu'en novembre les relations soviéto-américaines et provoquer des expulsions croisées de diplomates après le sommet de Reykjavik. L'URSS refusera le 1er janvier 1987 de renouveler avec les États-Unis l'échange de vœux croisés de l'année précédente. C'est l'affaire Mathias Rust de juin 1987 qui débloque définitivement la situation et permet de négocier pour le mois de décembre le traité de Washington.

## Guerre fraîche et seconde guerre froide
Les termes de guerre fraîche appartiennent à l'histoire de la seconde guerre froide.
- L'expression est employée le 31 mai 1978 à Prague par  Léonid Brejnev, secrétaire général du Parti communiste de l'Union soviétique : la dégradation des relations internationales, explique-t-il, représenterait un retour « sinon à la guerre froide, du moins à la guerre fraîche[3] ».
- Elle est reprise le 14 juin 1978 lors d'une conférence de presse donnée à l'Élysée par le président Valéry Giscard d'Estaing : « Je me demandais si l'expression « guerre fraîche », employée par Brejnev, ne vous semblait pas plus appropriée pour décrire les relations Est-Ouest que le mot « détente », étant donné ce qui se passe en Afrique[4],[5] ! », lui demande le journaliste du Monde.
- Elle cohabite néanmoins avec les termes de seconde guerre froide ou de nouvelle guerre froide, d'emploi plus courant. Le 16 octobre 1980, recevant à Moscou le président afghan Babrak Karmal, Leonid Brejnev lui-même accuse les États-Unis et leurs alliés de « s'engager manifestement dans la voie d'une nouvelle guerre froide et de créer une situation qui met en danger la paix générale, la sécurité de tous les peuples[6] ».
- L'expression est parfois utilisée en France, dans des manuels élémentaires, pour désigner l'ensemble de la période, mais elle est beaucoup moins courante dans la bibliographie savante, laquelle lui préfère les termes de nouvelle guerre froide ou de seconde guerre froide[7].
- Sa signification est en outre incertaine. La guerre fraîche se distinguerait de la guerre froide et présenterait par rapport à celle-ci une différence de degré, mais le changement d'adjectif n'indique pas précisément laquelle : la guerre fraîche est-elle plus chaude que la guerre froide ?